# Masatoshi Ito
Pour les articles homonymes, voir Ito.
Masatoshi Ito (né le 30 avril 1924 à Tokyo et mort le 10 mars 2023) est un entrepreneur japonais.
Il est le fondateur et président honoraire du groupe de distribution Ito-Yokado qui possède, entre autres, les supermarchés 7-Eleven. Il est l'une des 10 plus importantes fortunes du Japon et des 150 premières fortunes mondiales.
Il a fondé avec Peter Drucker, la Graduate School of Management au sein de l'université de Claremont en Californie.